# Cantonul Dompierre-sur-Besbre
Cantonul Dompierre-sur-Besbre este un canton din arondismentul Moulins, departamentul Allier, regiunea Auvergne, Franța.

## Comune
- Coulanges
- Diou
- Dompierre-sur-Besbre (reședință)
- Molinet
- Monétay-sur-Loire
- Pierrefitte-sur-Loire
- Saint-Pourçain-sur-Besbre
- Saligny-sur-Roudon
- Vaumas